# Psychróvrysi
Psychróvrysi är en ort i Grekland.   Den ligger i prefekturen Nomós Kilkís och regionen Mellersta Makedonien, i den norra delen av landet, 400 km norr om huvudstaden Aten. Psychróvrysi ligger 178 meter över havet och antalet invånare är 140.
Terrängen runt Psychróvrysi är varierad.Runt Psychróvrysi är det ganska glesbefolkat, med 22 invånare per kvadratkilometer. Närmaste större samhälle är Mouriés, 0,65 km sydväst om Psychróvrysi. Trakten runt Psychróvrysi består till största delen av jordbruksmark.